# Quang Tuấn
Ngô Quang Tuấn (sinh ngày 14 tháng 3 năm 1985), thường được biết đến với nghệ danh Quang Tuấn, là một nam diễn viên người Việt Nam.

## Tiểu sử
Quang Tuấn sinh ngày 14 tháng 3 năm 1985 tại Bà Rịa – Vũng Tàu, Việt Nam. Anh sống và làm việc chủ yếu ở Thành phố Hồ Chí Minh.

## Sự nghiệp
Quang Tuấn ban đầu theo học Quản trị kinh doanh tại trường Cao đẳng Kinh tế Đối ngoại, khi một người bạn rủ thi vào trường Cao đẳng Sân khấu Điện ảnh TP HCM, anh quyết định đi thi và trúng tuyển. Hiện nay, anh đang làm việc tại sân khấu kịch Thế giới trẻ, vở kịch đầu tay của anh là Lầu hoang. Đầu năm 2013, anh nhận được hai giải thưởng Nam diễn viên trẻ xuất sắc nhất của Hội nghệ sĩ Việt Nam, và huy chương Vàng của Liên hoan Sân khấu Kịch chuyên nghiệp toàn quốc 2012, cho vai diễn Hai Đời trong vở Đời như ý.
Năm 2006, Quang Tuấn được đạo diễn Phương Điền phát hiện và anh bắt đầu đóng phim truyền hình với bộ phim truyền hình Cải ơi đóng cùng nghệ sĩ Mạc Can. Năm 2014 và 2015, anh dành 2 giải Cánh Diều Vàng cho Diễn viên chính xuất sắc cho diễn xuất trong phim Khúc hát mặt trời và Thuyền giấy. Năm 2019, Quang Tuấn được nhân vai chính trong Thất sơn tâm linh bộ phim điện ảnh đầu tiên trong sự nghiệp của anh.

## Đời tư
Quang Tuấn và ca sĩ Linh Phi cùng đóng chung bộ phim dài tập Kén rể. Cặp đôi đã tổ chức lễ cưới vào ngày 15 tháng 5 năm 2016 tại quê nhà Bà Rịa – Vũng Tàu và tổ chức tiệc cưới tại khách sạn trung tâm Thành phố Hồ Chí Minh vào ngày 18 tháng 5 năm 2016.
Hiện tại Linh Phi đang là quản lý của chồng.

## Danh sách phim

### Phim truyền hình
| Năm  | Tựa phim                       | Vai diễn        | Đạo diễn                         | Kênh        | Nguồn      |
| ---- | ------------------------------ | --------------- | -------------------------------- | ----------- | ---------- |
| 2006 | Cải ơi                         | Thàn            | Nguyễn Phương Điền               | HTV7        |            |
| 2007 | Nắng vài dữ                    | Thông           | Hoàng Lưu Thịnh                  | HTV9        |            |
| 2009 | Hoàng hôn ấm áp                | Lâm             | Trần Ngọc Phong                  | HTV7        |            |
| 2009 | Mùa thu đi một nửa             | Tuấn            | Võ Việt Hùng                     | HTV9        |            |
| 2009 | Giao thừa                      | Bộ đội          | Hồ Thanh Tuấn                    | VTV6        |            |
| 2009 | Đường đua                      | Bo Tum          | Trọng Hải                        | HTV         | Phim video |
| 2009 | Tam nam vẫn phú                | Tuấn            | Lê Quang Hưng                    | HTV7        |            |
| 2010 | Định mệnh                      | Thành Nghĩa     | Trần Cảnh Đôn                    | HTV7        |            |
| 2010 | Âm tính                        | Tuấn            | Nguyễn Phương Điền               | HTV9        |            |
| 2010 | Trái đắng                      | Cường           | Đỗ Lệnh Hùng Vỹ - Trần Cảnh Đôn  | HTV7        |            |
| 2010 | Xúc xắc mùa thu                | Thanh Hoàng     | Trần Hà Sơn, Trần Cảnh Đôn       | HTV7        |            |
| 2011 | Những nàng công chúa nổi tiếng | Khang           | Vương Quang Hùng                 | THVL1       |            |
| 2011 | Gọi nắng                       | Hoàng Dũng      | Trần Cảnh Đôn                    | HTV7        |            |
| 2011 | Dương cầm                      | Trọng           | Xuân Cường                       | VTV9        |            |
| 2011 | Câu chuyện pháp đình: Ngã rẽ   | Minh            | Nguyễn Tường Phương              | HTV9        |            |
| 2011 | Những cơn mưa tình yêu         | Bình Nguyên     | Nguyễn Phương Điền               | HTV9        |            |
| 2012 | Số phận bị đánh cắp            | Chí Đạt         | Nguyễn Tiến Dũng                 | HTV7        |            |
| 2013 | Ngọc bích tình yêu             | Thiên Phúc      | Nguyễn Phương Điền               | THVL1       |            |
| 2013 | Ngược dòng ký ức               | Đức             | Lý Khắc Lynh                     | HTV7        |            |
| 2013 | Thuyền giấy                    | Thanh Bình      | Nhâm Minh Hiền                   | HTV7        |            |
| 2014 | Vàng trắng                     | Đông            | Nguyễn Duy Linh                  | HTV7        |            |
| 2014 | Kén rể                         | Phong           | Nguyễn Tiến Thành                | SCTV14      |            |
| 2014 | Kẻ bán linh hồn                | Dũng            | Nguyễn Tiến Dũng                 | SCTV14      |            |
| 2015 | Biệt thự hoa hồng              | Lưu Giang       | Trương Dũng                      | HTV9        |            |
| 2015 | Mắt lụa                        | Quân            | Nguyễn Phương Điền               | VTV9        |            |
| 2015 | Cung đường bí ẩn               | Hoàng Phúc      | Quách Khoa Nam                   | SCTV14      |            |
| 2015 | Mặn hơn muối                   | Khoa            | Nhâm Minh Hiền                   | HTV7        |            |
| 2015 | Khúc hát mặt trời              | Quân            | Vũ Trường Khoa                   | VTV3        |            |
| 2016 | Danh vọng phù hoa              | Hai Bình        | Trương Dũng                      | THVL1       |            |
| 2016 | Mùi đời                        | Thái            | Dũng Nghệ                        | SCTV14      |            |
| 2017 | Gia đình là số 1               | Đức Phúc        | Nguyễn Hồng Chi & Nhật Trung     | HTV7        |            |
| 2017 | Mặt nạ tình yêu                | Minh Trọng      | Nguyễn Phương Điền               | THVL1       |            |
| 2017 | Những sắc màu hôn nhân         | Dũng            | Nguyễn Anh Tuấn                  | HTV9        |            |
| 2017 | Say nắng                       |                 | Nguyễn Duy Linh                  | VTV8        |            |
| 2018 | Bố là tất cả                   | Minh Nhân       | Nguyễn Quang Minh                | HTV7        |            |
| 2018 | Tình khúc bạch dương           | Lâm             | Vũ Trường Khoa & Nguyễn Đức Hiếu | VTV1        |            |
| 2018 | Nếu còn có ngày mai            | Quân            | Hoàng Tuấn Cường                 | VTV3        |            |
| 2018 | Ngày mai bình yên              | A Mú            | Thái Trình                       | HTV9        |            |
| 2019 | Gia đình là số 1 – Phần 2      | Tiến Sĩ         | Nhật Trung                       | HTV7        |            |
| 2019 | Dặm đường công lý              | Thẩm phán Nghĩa | Trần Quang Đại                   | HTV9        |            |
| 2019 | Tiệm ăn dì ghẻ                 | Minh            | Nguyễn Đức Hiếu & Nguyễn Thu     | VTV3        |            |
| 2020 | Ba có phải gangster            | Tùng            | Quốc Thuận                       | HTV7        |            |
| 2020 | Bánh mì ông Màu                | Minh Quang      | Nguyễn Quang Minh                | HTV7        |            |
| 2021 | Đố ba biết mẹ đang nghĩ gì     | Sĩ Tiến         | Lý Khắc Lynh                     | VTV9        |            |
| 2022 | Rồi 30 năm sau                 | Chẩm / Duy Long | Nguyễn Quang Minh                | THVL1       |            |
| 2023 | Tết ở làng địa ngục            | Ông Thập        | Trần Hữu Tấn                     | K+, Netflix |            |
| 2024 | Gia vị tình thâm               | Nhân            | Huỳnh Long Trung Nghĩa           | VTV9        |            |

### Phim điện ảnh
| Năm  | Tựa phim                         | Vai diễn      | Đạo diễn                             | Chú thích |
| ---- | -------------------------------- | ------------- | ------------------------------------ | --------- |
| 2019 | Thất sơn tâm linh                | Lưu Huỳnh     | Trần Hàm                             | [ 6 ]     |
| 2019 | Angel Sign                       |               | Kamila Andini, Ken Ochiai & Trần Hàm | [ 7 ]     |
| 2020 | Bằng chứng vô hình               | Lê            | Trịnh Đình Lê Minh                   | [ 8 ]     |
| 2021 | Bóng đè                          | Thành         | Lê Văn Kiệt                          | [ 9 ]     |
| 2022 | 1990                             | Phong         | Nhất Trung                           |           |
| 2022 | Nghề siêu dễ                     | Mèo "soái ca" | Võ Thanh Hòa                         |           |
| 2022 | Tro tàn rực rỡ                   | Tam           | Bùi Thạc Chuyên                      |           |
| 2023 | Biệt đội rất ổn                  | Tuấn          | Tạ Nguyên Hiệp                       |           |
| 2023 | Quỷ cẩu                          | Nam           | Lưu Thành Luân                       |           |
| 2025 | Quỷ nhập tràng                   | Tuấn Quang    | Pom Nguyễn                           |           |
| 2025 | Địa đạo: Mặt trời trong bóng tối | Tư Đạp        | Bùi Thạc Chuyên                      |           |

### Đóng MV
| Năm  | Tựa               | Ca sĩ      |
| ---- | ----------------- | ---------- |
| 2009 | Sợ rằng em nhớ ai | Bằng Cường |

## Thành tích

### Giải thưởng
| Năm  | Giải thưởng                              | Hạng mục                                             | Đối tượng đề cử              | Kết quả   | Tham khảo |
| ---- | ---------------------------------------- | ---------------------------------------------------- | ---------------------------- | --------- | --------- |
| 2012 | LH sân khấu kịch chuyên nghiệp toàn quốc | Diễn viên nam trẻ xuất sắc nhất                      | Hai Đời trong Đời như ý      | Đoạt giải |           |
| 2014 | Cánh diều vàng                           | Nam diễn viên chính xuất sắc phim truyện truyền hình | Thanh Bình trong Thuyền giấy | Đoạt giải |           |
| 2016 | Cánh diều vàng                           | Nam diễn viên chính xuất sắc phim truyện truyền hình | Quân trong Khúc hát mặt trời | Đoạt giải |           |
| 2016 | HTV Awards                               | Nam diễn viên phim truyền hình được yêu thích nhất   | Bản thân                     | Đề cử     |           |

### Danh hiệu
- Giải nhì Diễn viên Triển vọng qua ảnh 2004
- Giải hình thể đẹp nhất cuộc thi Ngôi sao ngày mai
- Ngôi sao được yêu thích nhất khu vực Việt Nam do Báo dienanh.net bình chọn